# Юго-Восточная хорда

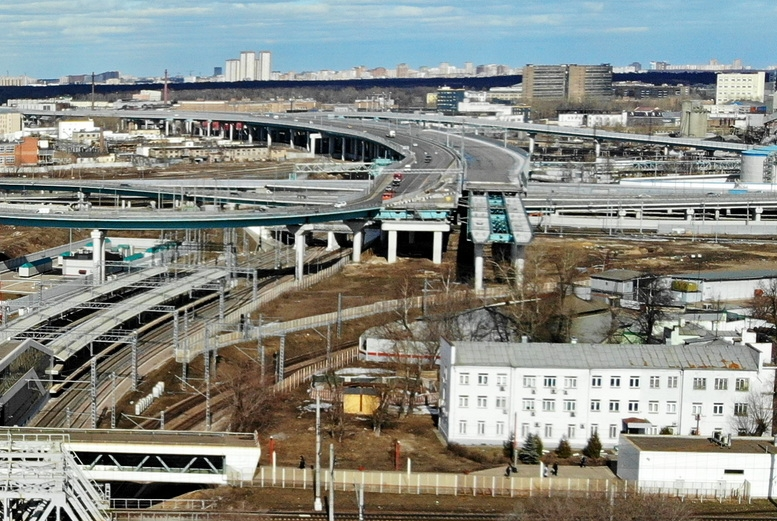
Задел под транспортную развязку Юго-Восточной хорды с действующей Северо-Восточной хордой в районе станции МЦК «Андроновка», март 2019 года

Юго-Восточная хорда (сокращённо — ЮВХ) — многополосная скоростная автомагистраль в Москве. Юго-Восточная хорда имеет связь с Северо-Восточной хордой и Южной рокадой, а также с Третьим транспортным кольцом в районе платформы Новохохловская Курского направления МЖД. Располагается на территории Юго-Восточного, Южного и частично Восточного округов Москвы.
С 2022 года входит в Московский скоростной диаметр, представляющий собой объединение СВХ и ЮВХ.

## Описание
Длина трассы на участке от шоссе Энтузиастов до 35-го километра МКАД составляет 26 километров, из них 11 приходятся на уже существующую улично-дорожную сеть. Трасса проходит через 10 районов Москвы:
- Нижегородский,
- Рязанский,
- Текстильщики,
- Печатники,
- Москворечье-Сабурово,
- Царицыно,
- Бирюлёво Западное,
- Чертаново Центральное,
- Чертаново Южное с выходом в
- Северное Бутово.

Хорда пересекает:
- Рязанский проспект,
- Волгоградский проспект,
- Каширское шоссе,
- Липецкую улицу,
- Варшавское шоссе,
- проходит через 35-й км МКАД

и выходит на магистраль Солнцево-Бутово-Варшавское шоссе. Из менее крупных улиц, трасса пересекает:
- Промышленную улицу,
- Севанскую улицу,
- улицу Подольских Курсантов[3].

Трасса должна восполнить дефицит поперечных дорожных связей в юго-восточных районах города и обеспечить связь с территориями Новой Москвы.
Строительство магистрали включено в адресную инвестиционную программу (АИП) города Москвы, а начало строительства было запланировано на третий квартал 2019 года. В конце марта 2019 года стало известно о сдвиге ранее озвученных сроков как минимум на один квартал.

### Проект
Проект включает строительство:
- многоуровневой транспортной развязки через пути Курского направления Московской железной дороги;
- многоуровневых транспортных развязок через Казанское и Горьковское направления МЖД на участке от шоссе Энтузиастов до Рязанского проспекта;
- многоуровневых транспортных развязок с переустройством инженерных сетей и коммуникаций, с реконструкцией и строительством улично-дорожной сети на участке от улицы Полбина до Курьяновского бульвара;
- мостового перехода через реку Москву и многоуровневой транспортной развязки с Каширским шоссе.

23 дек. 2021 г. Утверждён проект планировки участка Юго-Восточной хорды (ЮВХ) вдоль Каспийской улицы от Кантемировской улицы до Павелецкого направления Московской железной дороги (МЖД). Соответствующее постановление подписал Сергей Собянин.
Длина участка «по прямому ходу» составляет ~4 км; всего построено (и реконструировано) около 10 км дорог:
- реконструкция Каспийской улицы;
- строительство основного хода ЮВХ,
  - в том числе тоннеля на пересечении с путями Павелецкого направления МЖД;
- строительство транспортных развязок на пересечении ЮВХ:
  - с Каспийской улицей и
  - с улицей Подольских Курсантов;
- строительство транспортной развязки на пересечении Каспийской и Бакинской улиц;
- строительство бокового проезда вдоль Каспийской улицы в районе станции метро «Царицыно» Замоскворецкой линии;
- реконструкцию улицы Медиков и Ереванской улицы,
  - включая строительство здания конечной станции с остановкой для наземного транспорта.

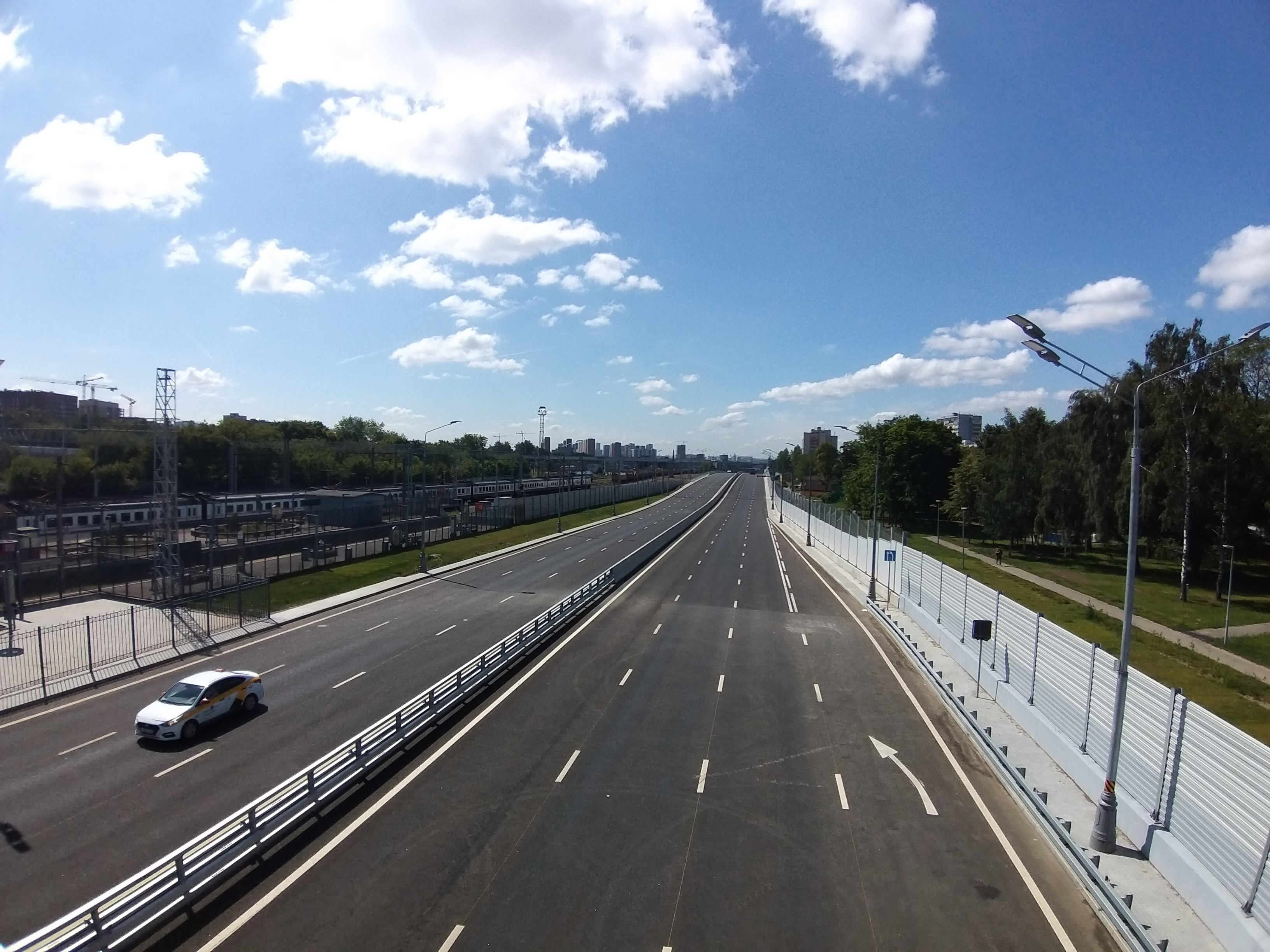
Юго-восточная хорда открыта, 2023

### Сроки
Хорду изначально планировалось построить до конца 2025 года.
Каспийская улица и Шоссейная улица, существующие давно, вошли в состав хорды и кардинально реконструированы.
В 2022 году завершён участок, соединяющий ТТК и СВХ.
Четыре крупнейшие магистрали одновременно строятся в столице: Северо-Восточная, Северо-Западная и Юго-Восточная хорды, а также Южная рокада. Такого в Москве ещё не было. По планам городских властей, в 2023 году они сомкнутся в кольцо длиной 133 км, связав основные трассы.
Основные участки открыты 9 сентября 2023 года.

## Строительство

### Участки
Юго-Восточная хорда разделена на 10 участков:

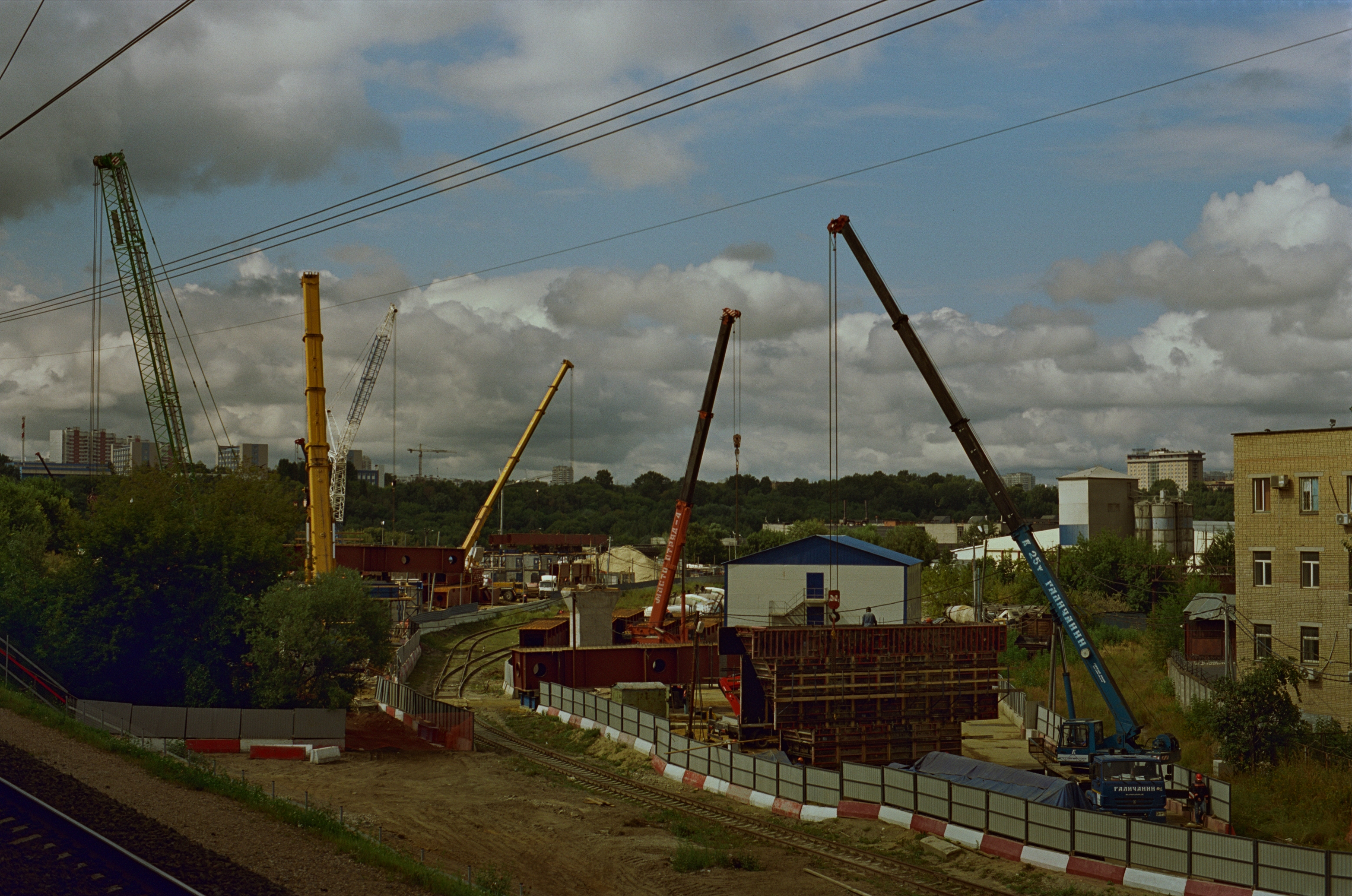
Стройка трассы в Курьяново (август 2020)

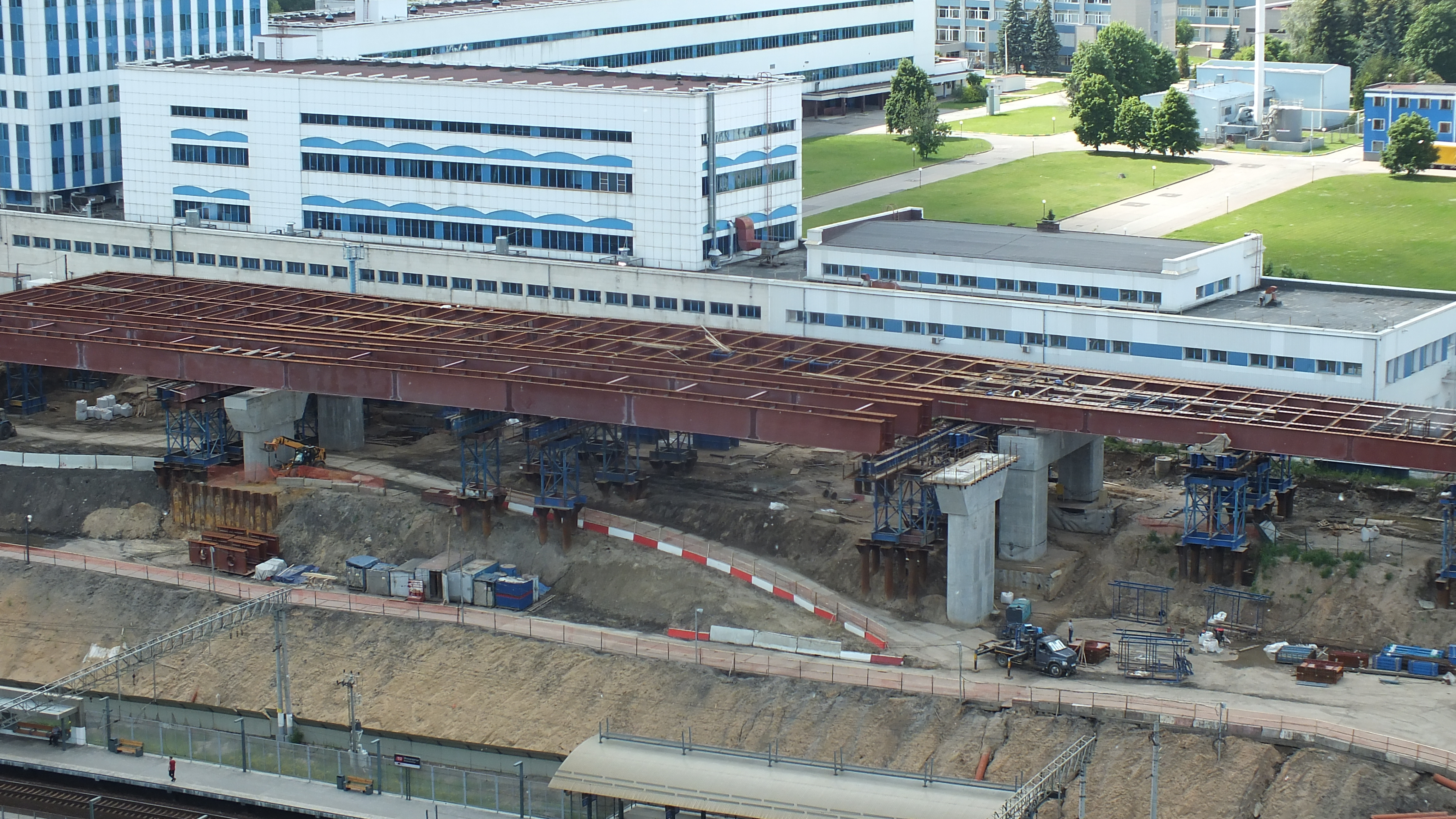
Строительство в районе платформы Москворечье (июнь 2021)

1. от шоссе Энтузиастов до Рязанского проспекта[14]. Окончание работ по данному участку запланировано на 2022 год[15]: «будет завершён участок, соединяющий ТТК и СВХ»[16];
2. от Рязанского проспекта до Третьего транспортного кольца (ТТК);
3. от Грайвороновской улицы до Шоссейной улицы, включая транспортную развязку на пересечении с Волгоградским проспектом;
4. от Шоссейной улицы до улицы Полбина работы завершены в 2023 году[17];
5. от улицы Полбина до Курьяновского бульвара;
6. от Курьяновского бульвара до Кантемировской улицы, включая мостовой переход через реку Москву и многоуровневую транспортную развязку с Каширским шоссе;
7. вдоль Каспийской улицы от Кантемировской улицы до Павелецкого направления МЖД;
8. от улицы Маршала Шестопалова до Павелецкого направления МЖД;
9. от Павелецкого направления МЖД до МКАД с транспортной развязкой на пересечении МКАД с Юго-Восточной хордой;
10. от МКАД до автомобильной дороги Солнцево — Бутово — Варшавское шоссе.

### Работы
- На 2019 год: идёт строительство опор участка ТТК — СВХ.
- На 18 сентября 2020 года: завершена надвижка металлоконструкций одной половины путепровода длиной 466 метров возле платформы Новохохловская Курского направления МЖД[18].
- На 21 сентября 2020 года: завершён демонтаж второго аванбека; ожидается завершение надвижки второй части дорожной плиты.
- На 22 сентября 2020 года: надвижка металлоконструкций путепровода завершена полностью[19].
- 09 ноября 2020 года: путепровод возле платформы Новохохловская Курского направления МЖД начали асфальтировать[20].
  - 06 августа 2021 года: путепровод длиной 466 метров возле платформы Новохохловская Курского направления МЖД открыт[21].
- 31 августа 2021 года: тоннель на пересечении Юго-Восточной хорды и МКАД готов на 30 %[22].
- январь 2022 года: ведётся надвижка над путями Горьковского направления[23].

## Критика
Проектом строительства мостового перехода через реку Москва был выбран участок между железной дорогой Курского направления и АО «МЗП». Несмотря на наличие на территории около АО «МЗП» законсервированного хвостохранилища радиоактивных отходов, мэрия Москвы утвердила план строительства.
Рядом с Московским заводом полиметаллов и в 300 метрах от парка Коломенское находится могильник радиоактивных отходов, где пройдёт мост в составе Юго-Восточной хорды. Могильник был создан в 1940—1950-х годах, и высказывались мнения, что радиационное излучение в этом месте превышает минимум в сто раз нормальный фон (до 61 мкЗв/ч против нормы в 0,5 мкЗв/ч).
Директор ГКУ Москвы «Управление дорожно-мостового строительства» Василий Десятков заявил, что из-за высказанных опасений были проведены экологические изыскания, и в местах, где будут находиться опоры моста, радиоактивного фона не обнаружено ни на поверхности, ни на глубине до 12 м (стройка идёт в землю только на глубину 5—6 метров). В границах строительных работ загрязнённой территории нет, радиоактивный фон нормальный. Также Десятков заявил, что трасса пройдёт по маршруту, где десять лет назад стоял старый железнодорожный мост, от которого сейчас остались только насыпи.
В Москомархитектуре заявили, что трасса не затрагивает участка со старыми радиоактивными отходами.

Карта огороженного радиоактивного склона, который граничит со строящейся автотрассой (2021)

Заместитель гендиректора «Горкапстрой» Денис Тарасов заявил, что были проведены три экологические экспертизы, последняя из которых в июне 2019 года. Все они показали допустимый радиационный фон. Также, по его заверению, на всё время строительства принято решение вести мониторинг состояния радиоактивного фона. При необходимости этот мониторинг останется и после открытия моста.

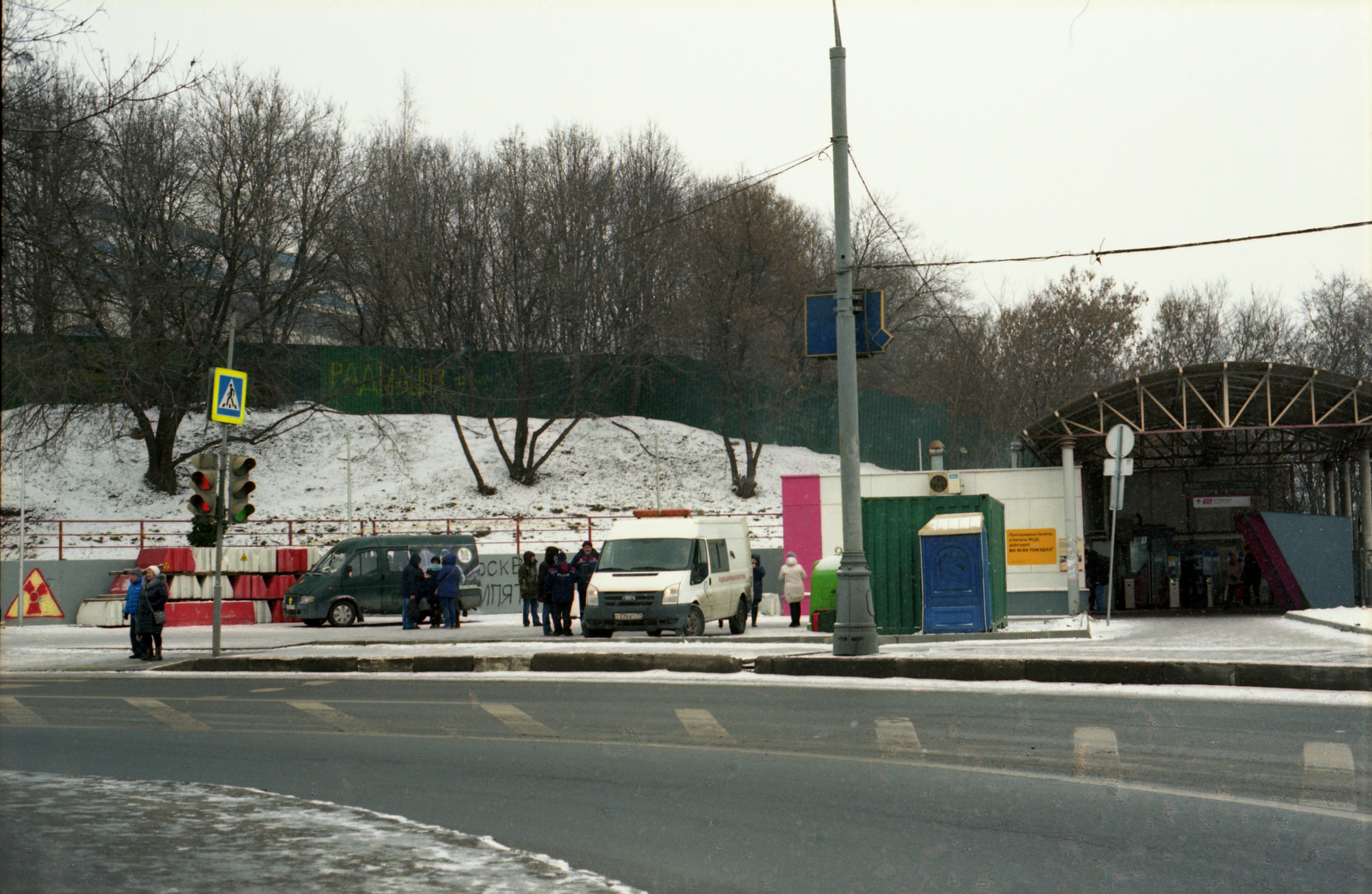
Пикет активистов против стройки через место радиоактивного заражения у платформы Москворечье (февраль 2020)

В конце января 2020 года на сайте мэра Москвы Сергея Собянина было опубликовано заявление о том, что последние месяцы десятки активистов проводили замеры уровня радиации в коридоре будущей дороги, а также на соседней территории на склоне Москвы-реки, за заводом полиметаллов. Замеры производились в разных местах, на разной глубине, различными приборами и методами. В итоге — закономерно получили разные результаты. Дополнительные исследования, проведенные в полосе отвода будущей хорды, выявили незначительные следы загрязнения. Специалистами было заявлено, что они не препятствуют строительству. Тем не менее, в период строительства решено проводить постоянный радиационный мониторинг, и в случае обнаружения даже малейших следов радиации загрязнённые грунты вывозить из Москвы и помещать в специальные хранилища. Кроме того, Правительство Москвы заявило, что заключит договор с ФГУП «Радон» о реализации полномасштабной программы рекультивации склона и вывоза заражённого грунта за пределы Москвы.
9 февраля 2020 года активисты заявили, что обнаружили превышение уровня радиации в 60 раз.
19 марта 2020 года на склоне холма у входа на платформу Москворечье в Москве полиция задержала более 60 противников строительства Юго-Восточной хорды на части территории радиоактивного могильника возле парка Коломенское, непосредственно у Московского завода полиметаллов (ТВЭЛ).
16 июля 2020 года строительная площадка у платформы «Москворечье» передана подрядчику для начала строительства.